# Europe
Europe — рок-гурт зі Швеції. Заснований в Уппландс-Весбю у 1979 році під назвою Force вокалістом Джоуї Темпестом, гітаристом Джоном Норумом, басистом Пітером Олссоном та барабанщиком Тоні Рено. З часу свого створення гурт Europe випустила десять студійних альбомів, три лайв-альбоми, три компіляції і дев'ятнадцять відео.
Europe здобула міжнародну славу в 1980-х з виходом свого третього альбому The Final Countdown (1986), що був проданий тиражем понад 3 мільйони копій у США. Рок-гурт продав понад 23 мільйони альбомів по всьому світу. Два альбоми гурту досягли позицій топ 20 серед альбомів у чарті Billboard 200 (The Final Countdown та Out of This World).
Гурт грає поп-, хард і глем-рок. Усесвітню популярність гурт здобув завдяки хіту «The Final Countdown», який нагадував популярний глем-метал. У 1992 році через внутрішні розбіжності розпався, але був відроджений у 2003 році випуском альбому Start From The Dark.

## Історія
Гурт Europe була заснована у 1979 році в Стокгольмі під назвою Force; в її перший склад увійшли Джоуї Темпест, Джон Норум, Пітер Олссон і Тоні Рено. Однак спершу їм не вдавалося побудувати кар'єру, тому що звукозаписні компанії, яким вони посилали свої демозаписи, вимагали обрізати волосся і співати шведською мовою замість англійської. Це призвело до відходу Олссона, місце якого пізніше зайняв Марсель Якоб. Однак уже через три місяці Олссон повернувся, не порозумівшись з новим гуртом.
У 1982 році, завдяки дівчині Темпеста, гурт потрапив в конкурс Rock-SM, на якому вперше виступила під назвою Europe і в якому здобула перемогу. Джоуї Темпест і Джон Норум отримали окремі премії за кращого вокаліста і кращого гітариста, відповідно, а гурт отримав контракт з лейблом Hot Records. Нову назва гурту взяв з одного з альбомів гурту Deep Purple. Дебютний однойменний альбом гурту вийшов у 1983 році. Альбом не добився великого комерційного успіху, не отримав жодної сертифікації і зайняв тільки 8 позицію у шведському чарті, хоча сингл Seven Doors Hotel потрапив в Топ-10 у Японії. Через рік вийшов другий альбом Wings of Tomorrow, який як і попередній, чи не був успішний, хоча привернув увагу компанії Columbia Records, які запропонували гурту міжнародний контракт.
Через два роки, в травні 1986 року, вийшов третій альбом The Final Countdown, який прославив гурт на весь світ. Продюсуванням альбому займалася компанія Epic Records. Він зайняв позиції в першій десятці в 12 чартах, отримав чотири сертифікації. Даг Стоун з Allmusic назвав даний альбом «одним з найяскравіших і видатних в історії». Однойменна пісня стала міжнародним хітом. Однак після його випуску Джон Норум вирішив покинути гурт, розчарувавшись в домінуванні синтезаторів при виробництві. На його місце був запрошений Кі Марселло.
Через один рік вийшов альбом Out of This World, який повторив успіх свого попередника, зайняв позиції в 12 чартах, отримав п'ять сертифікацій. Prisoners in Paradise, що вийшов три роки по тому, став золотим у Швеції і потрапив у 6 чартів.
У 1992 гурт розпався, хоча формально це позиціонувалася як перерва; вокаліст Джоуї Темпест зайнявся сольною кар'єрою, а решта учасників брали участь в інших проєктах. Контракт гурту з Epic Records був розірваний.

## Дискографія
Студійні альбоми:
- Europe (1983)
- Wings of Tomorrow (1984)
- The Final Countdown (1986)
- Out of This World (1988)
- Prisoners in Paradise (1991)
- Start from the Dark (2004)
- Secret Society (2006)
- Last Look at Eden (2009)
- Bag of Bones (2012)
- War of Kings (2015)